# Nencho Staykov
Nencho Staykov (em búlgaro:  Ненчо Стайков, nascido em 19 de dezembro de 1955) é um ex-ciclista olímpico búlgaro. Staykov representou sua nação em dois eventos nos Jogos Olímpicos de Verão de 1980.